# Зала (Авелино)
Зала је насеље у Италији у округу Авелино, региону Кампанија.
Према процени из 2011. у насељу је живело 6382 становника. Насеље се налази на надморској висини од 412 м.